# طرد اليهود من إنجلترا

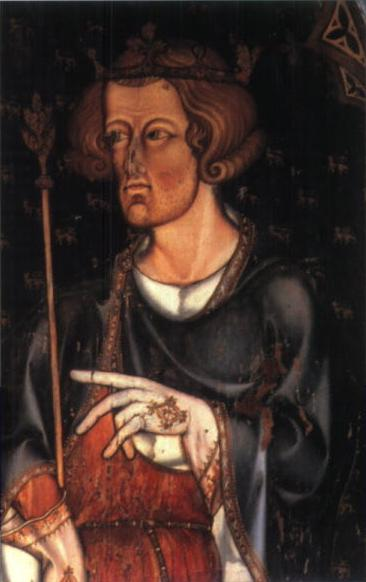

أصدر الملك إدوارد الأول في 1290 قرارًا بطرد كل اليهود من إنكلترا، استمرت فعاليته طوال العهود الوسطى. ألغي القرار بعد أكثر من 350 عامًا وذلك في 1656. لم يكن القرار استثنائيًا بل حصيلة أكثر من 200 سنة من سوء المعاملة.
حدثت في الاحتفال بتتويج رتشرد الأول في إنجلترا (1190) مشاحنة تافهة شجعها الأشراف الذين أرادوا أن يتخلصوا مما عليهم من ديون لليهود، فتطورت إلى مذبحة امتدت إلى لنكولن، واستامفورد، ولن. وقتل الغوغاء 350 منهم في مدينة يورك في العام نفسه وكان يقودهم رتشرد دي ملابستيا، وكان مستغرقاً في الدين لليهود. ثم قام مائة وخمسون من يهود يورك يتزعمهم الحبر توم طوب بقتل أنفسهم.